# Trachelipus graecus
Trachelipus graecus är en kräftdjursart som beskrevs av Hans Strouhal 1938B. Trachelipus graecus ingår i släktet Trachelipus och familjen Trachelipodidae.

## Underarter
Arten delas in i följande underarter:
- T. g. graecus
- T. g. epiroticus